# Bombardowanie Scarborough, Hartlepool i Whitby
Bombardowanie Scarborough, Hartlepool i Whitby − atak okrętów niemieckiej Hochseeflotte na brytyjskie miasta portowe Scarborough, Hartlepool i Whitby. Miał miejsce rankiem 16 grudnia 1914 roku. W wyniku ostrzału zginęło około stu dwudziestu osób, rany odniosło niemal sześćset dalszych, w większości cywilnych, w tym kobiet i dzieci. Duże straty poniosła zabudowa wszystkich miejscowości. Trzy niemieckie okręty zostały nieznacznie uszkodzone przez baterie brzegowe broniące Hartlepool.
Próba zaatakowania wycofujących się Niemców przez ograniczone siły Grand Fleet nie przyniosła skutku. Obie floty minęły się w gęstej mgle i sztormie, pozostając poza zasięgiem widoczności. Atak wywołał oburzenie opinii publicznej na marynarkę niemiecką, ale także na brytyjską, która nie potrafiła mu zapobiec.

## Przygotowania
W początkowej fazie działań morskich I wojny światowej taktyka dowództwa Kaiserliche Marine sprowadzała się do prób wciągnięcia w walkę małych grup okrętów brytyjskiej Royal Navy i ich zniszczenia przy wykorzystaniu chwilowej przewagi. Aby skłonić dowódców floty brytyjskiej do wysłania ich jednostek w morze, Niemcy zaplanowali szereg akcji przeciwko wybrzeżom wschodniej Anglii. Pierwsza z nich, atak na Yarmouth (3 listopada 1914 roku), przyniosła im nieznaczny sukces, przyćmiony nieco zatonięciem tego samego dnia, po wejściu na własne pole minowe, nie biorącego bezpośredniego udziału w akcji krążownika pancernego „Yorck”, z dużymi stratami wśród załogi.
Ponieważ bombardowanie Yarmouth udowodniło możliwość operowania niemieckich okrętów u wybrzeży przeciwnika, dowódca 1. Grupy Rozpoznawczej (1. Aufklärungsgruppe), kontradmirał Franz von Hipper, zaplanował podobną akcję i w połowie listopada zwrócił się do głównodowodzącego Hochseeflotte, admirała Friedricha von Ingenohla, o uzyskanie zgody cesarza Wilhelma II na podjęcie działań (od przegranej w I bitwie koło Helgolandu 28 sierpnia 1914 roku zgoda taka była wymagana dla każdorazowego wyjścia w morze większego zespołu okrętów). Jednocześnie, 8 i 11 grudnia 1914 roku, w rejon portowych miast Scarborough i Hartlepool wypłynęły trzy okręty podwodne, z zadaniem rozpoznania warunków pogodowych na akwenie oraz systemu obrony. Ważną przesłanką dla podjęcia działań w jak najbliższym terminie była wiadomość o wysłaniu dwóch brytyjskich krążowników liniowych ze składu Grand Fleet w rejon południowego Atlantyku, celem pościgu za eskadrą admirała Maximiliana von Spee po jej zwycięstwie pod Coronelem. Ostatecznie, po uzyskaniu zgody cesarza, zdecydowano się przełożyć termin rajdu na połowę grudnia, w oczekiwaniu na powrót ze stoczni remontowanego krążownika liniowego „Von der Tann”. Wiadomość o rozgromieniu zespołu admirała von Spee w bitwie koło Falklandów (8 grudnia) oznaczała możliwość rychłego powrotu brytyjskich jednostek z południowego Atlantyku na wody europejskie i skłoniła dowództwo Hochseeflotte do podjęcia aktywnych działań najszybciej, jak tylko możliwe.

## Przebieg akcji
1. Grupa Rozpoznawcza opuściła kotwicowisko u ujścia rzeki Jade 15 grudnia 1914 roku nad ranem. W jej skład wchodziły krążowniki liniowe „Seydlitz” (okręt flagowy admirała Hippera), „Derfflinger”, „Moltke” i „Von der Tann”, krążownik pancerny „Blücher”, krążowniki lekkie „Straßburg”, „Graudenz”, „Kolberg” i „Stralsund” oraz osiemnaście niszczycieli (w nomenklaturze niemieckiej dużych torpedowców) eskorty. W ślad za nimi podążały siły główne Hochseeflotte dowodzone bezpośrednio przez admirała von Ingenohla, mające oczekiwać w zasadzce w rejonie na wschód od Dogger Bank.
Ciężkie warunki na morzu spowodowały odłączenie się od zespołu jednego z niszczycieli, S 33, którego dowódca, nie mogąc dołączyć do sił głównych zdecydował się złamać ciszę radiową i poprosić o podanie ich aktualnego kursu. W odpowiedzi otrzymał jedynie rozkaz zaprzestania transmisji. Wobec tego obrał kurs powrotny i, płynąc w okolicy Dogger Bank, natknął się na cztery patrolujące niszczyciele brytyjskie. Korzystając z niemal zerowej widoczności towarzyszył im przez około 20 minut, po czym zmienił kurs i nie niepokojony odpłynął. Jego raport ostrzegł kontradmirała Hippera o wzmożonej aktywności Royal Navy na wodach Morza Północnego. Jednocześnie zły stan morza spowodował, że mniejsze okręty doświadczały coraz poważniejszych kłopotów z żeglugą, a celny ostrzał wybrzeża przy wysokiej fali mógł stać się niemożliwy. Wobec tego niemiecki dowódca zdecydował się odesłać trzy z czterech lekkich krążowników oraz niszczyciele do baz, pozostawiając przy sobie jedynie „Kolberg”, mający na pokładzie 100 min morskich, z zadaniem postawienia zagrody minowej wzdłuż brzegów Yorkshire. Już u wybrzeży Anglii kontradmirał Hipper podzielił swój zespół na dwie części: „Derfflinger” i „Von der Tann” skierowały się w stronę Scarborough, „Seydlitz”, „Moltke” i „Blücher” miały ostrzelać Hartlepool.
Ostrzał Scarborough rozpoczął się 16 grudnia (była środa) o godzinie 8.00 rano. W ciągu pół godziny na miasto, znane przed wojną jako miejscowość wypoczynkowa z ruinami zamku i wiktoriańskim Grand Hotelem, zostało wystrzelonych ponad 300 pocisków z dział dużego i średniego kalibru. Spowodowały one śmierć 17 i ranienie dalszych 99 mieszkańców miejscowości. Niemieckie krążowniki nie napotkały przy tym żadnego oporu ze strony Brytyjczyków. Następnie skierowały się w stronę rybackiego miasteczka Whitby, gdzie w ciągu około 10 minut ostrzelały posterunek straży wybrzeża i budynki miejskie, trafiając również w zabytkowe ruiny opactwa z XII wieku. W Whitby zginęły kolejne dwie osoby (w tym jeden ze strażników wybrzeża) i dwie zostały ranne.

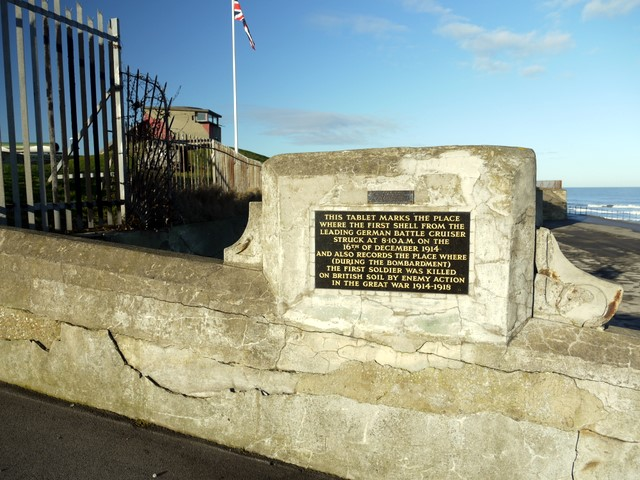
Tablica w Hartlepool upamiętniająca atak

Bombardowanie Hartlepool rozpoczęło się o godzinie 8.10. W odróżnieniu od Scarborough, to miasto było bronione: znajdowały się tu stanowiska artylerii nadbrzeżnej, której główną siłą były trzy działa kal. 152 mm (6 cali), oraz garnizon 18. batalionu Durham Light Infantry. W zatoce bazowały dwa stare krążowniki lekkie, cztery równie wiekowe niszczyciele oraz okręt podwodny. W ciągu godzinnego bombardowania krążowniki wystrzeliły ponad 800 pocisków dużego kalibru, niszcząc instalacje stoczniowe, kolejowe i przemysłowe w mieście oraz budynki cywilne, w tym kościoły, hotele i ponad 300 domów mieszkalnych. Zginęło 86 osób (według innego źródła 112 lub 119), rannych zostało 424 mieszkańców miasta.
Okoliczny akwen był patrolowany przez cztery stare niszczyciele Royal Navy, które próbowały kontratakować, ale pod silnym ostrzałem tylko jeden z nich, „Doon” zbliżył się na odległość strzału torpedowego do niemieckiego zespołu. Wystrzelona przez niego torpeda chybiła celu, zaś odłamki niemieckich pocisków zabiły jednego i raniły 11 członków załogi brytyjskiego okrętu. Krążownik lekki „Patrol” został trafiony przez „Blüchera” dwoma ciężkimi pociskami, tracąc czterech zabitych i siedmiu rannych, wśród nich dowódcę okrętu, komandora Alana C. Bruce'a. Uszkodzenia zmusiły załogę do osadzenia go na brzegu. Załoga drugiego z krążowników, „Forward”, nie zdołała na czas uruchomić kotłów i pozostała w porcie. Okręt podwodny C9 został zmuszony do natychmiastowego zanurzenia się pod ostrzałem i osiadł na dnie w płytkiej wodzie zatoki. Po odzyskaniu pływalności nie zdołał zająć pozycji do skutecznego ataku przed odpłynięciem niemieckiego zespołu, za co jego dowódca został później ostro skrytykowany przez komodora Rogera Keyesa, dowodzącego siłami podwodnymi wschodniego wybrzeża Anglii.

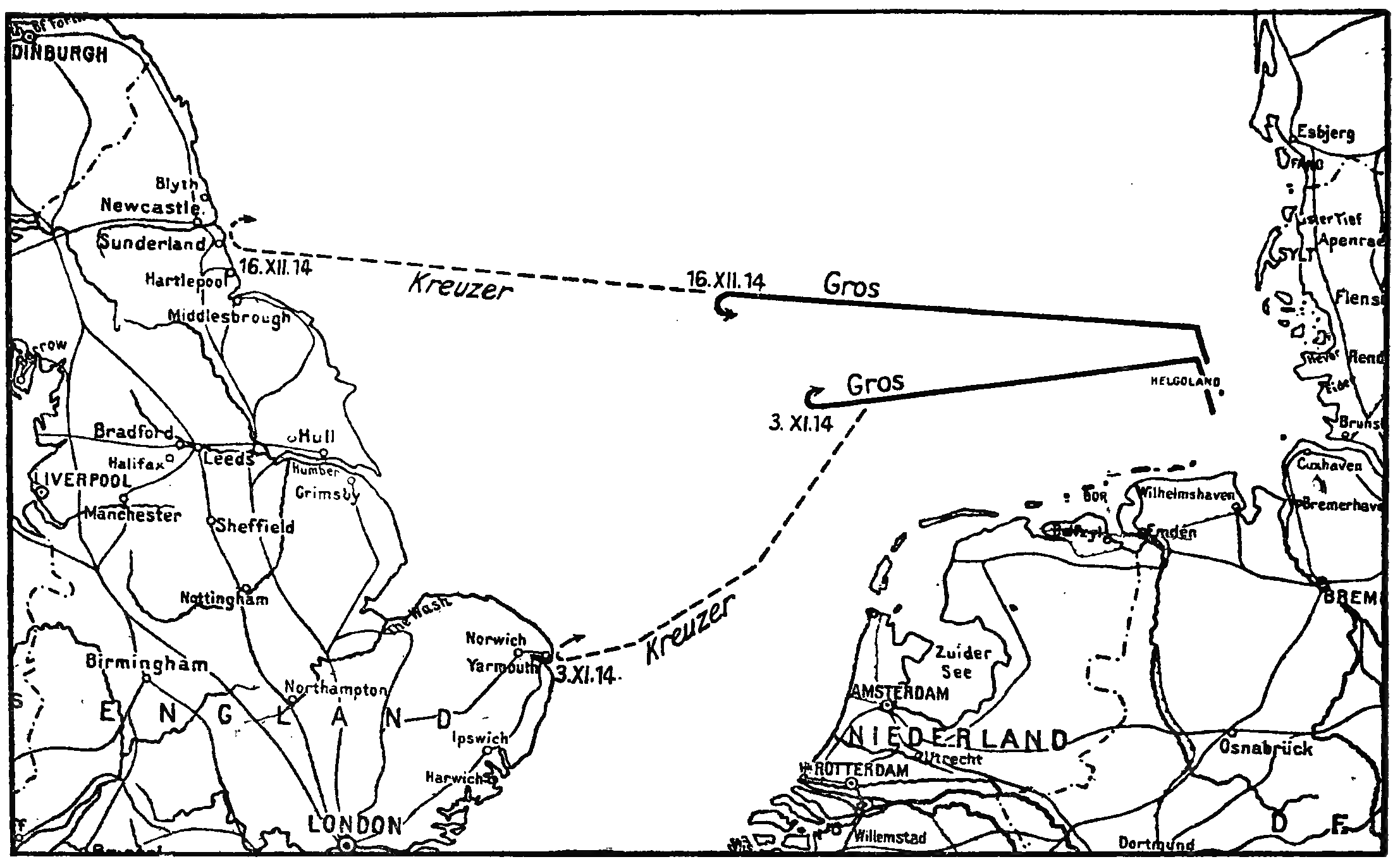
Mapa przedstawiająca przebieg bombardowania Yarmouth i bombardowania Scarborough, Hartlepool i Whitby

Lepsze wyniki przyniósł ogień baterii nadbrzeżnych chroniących Hartlepool: dwóch 6-calowych w baterii Heugh górującej nad miastem oraz pojedynczego w rejonie latarni morskiej. „Moltke” został trafiony raz, „Seydlitz” trzykrotnie, a „Blücher” sześć razy. Na ich pokładach zginęło ośmiu marynarzy, 12 zostało rannych. Obsada dział, dowodzona przez podpułkownika Lancelota Robsona z Durham Royal Garrison Artillery, pomimo pozostawania pod ogniem okrętów niemieckich i straty siedmiu zabitych i jedenastu rannych, wykorzystała dogodną chwilę, gdy jednostki przeciwnika płynęły bardzo blisko brzegu zwrócone burtami w stronę baterii. Pułkownik Robson został później za swą postawę odznaczony Distinguished Service Order, jeden z podoficerów, sierżant T. Douthwaite, Distinguished Conduct Medal, dwaj artylerzyści: J. J. Hope oraz F. W. Malin otrzymali Military Medal.
Obydwie grupy połączyły się o 9.45 i skierowały z powrotem w stronę wybrzeża Niemiec. Był to pierwszy od 247 lat (od ataku floty holenderskiej dowodzonej przez admirała de Ruytera na Sheerness i bitwy pod Medway w 1667 roku) przypadek strat wśród mieszkańców Anglii, poniesionych na skutek nieprzyjacielskiego ostrzału wyspy z morza i pierwszy od 1797 roku (desant pod Fishguard w Walii) przypadek bezpośredniego zagrożenia wybrzeży brytyjskich.

## Kontrakcja brytyjska

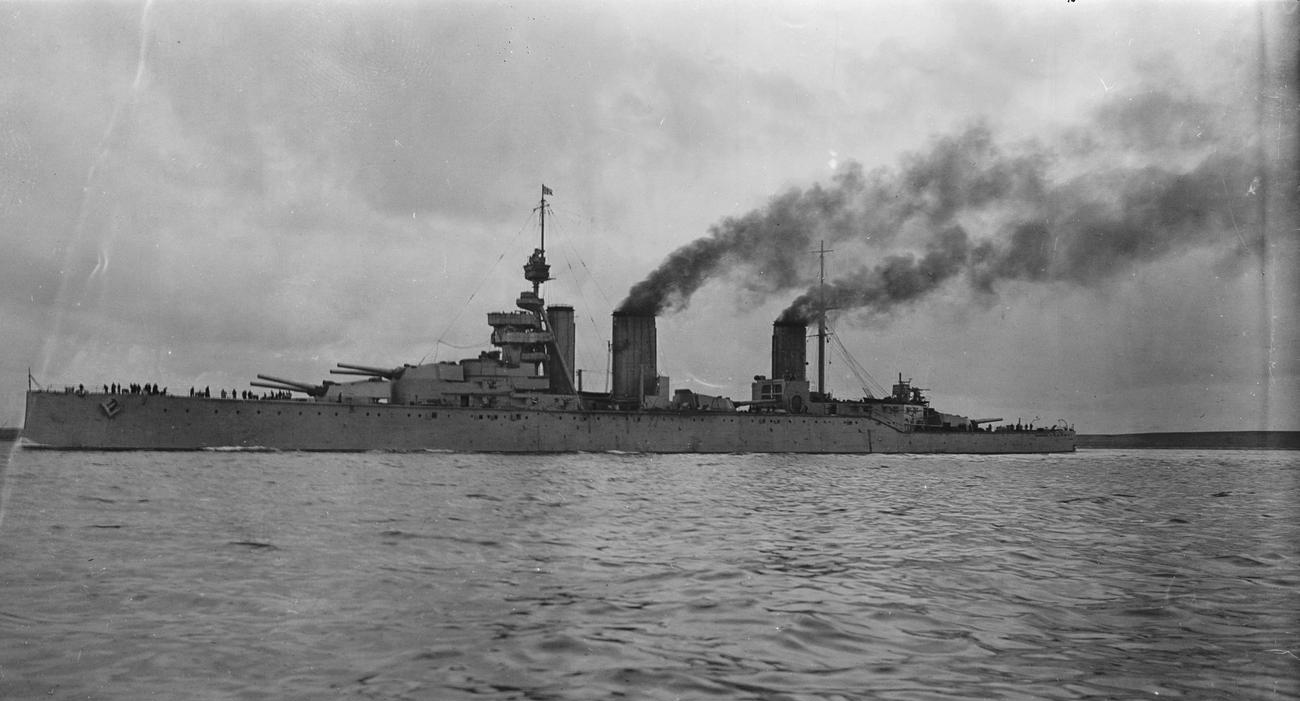
„Lion”, flagowy okręt admirała Beatty'ego

Już 14 grudnia Admiralicja brytyjska dysponowała informacjami o planowanych ruchach niemieckich okrętów i przygotowywanej operacji. Zawdzięczała to złamaniu niemieckich szyfrów przez kryptologów z Room 40, komórki Departamentu Wywiadu Marynarki Wojennej. Jednakże brytyjski nasłuch radiowy nie przechwycił jakiejkolwiek informacji o wyjściu w morze całości sił Hochseeflotte i lordowie Admiralicji byli przekonani, że mają do czynienia jedynie z rajdem zespołu kontradmirała Hippera. W tej sytuacji dowodzący Grand Fleet admirał John Jellicoe wydał rozkaz o wysłaniu na morze 1. Eskadry Krążowników Liniowych (1st Battlecruiser Squadron) wiceadmirała Davida Beatty'ego w składzie: „Lion” (okręt flagowy), „Queen Mary”, „Tiger” i „New Zealand” oraz 2. Eskadry Pancerników (ang.: 2nd Battle Squadron) wiceadmirała George'a Warrendera w składzie sześciu nowoczesnych drednotów: „King George V” (okręt flagowy), „Ajax”, „Centurion”, „Orion”, „Monarch” i „Conqueror”. Ich osłonę stanowiła 2. Eskadra Krążowników Lekkich komodora Williama Goodenougha i dwa dywizjony niszczycieli. Ponadto w morze wyszły zespoły Harwich Force komodora Reginalda Tyrwhitta i okręty podwodne komodora Rogera Keyesa, które miały zająć stanowiska w okolicy Terschellingu oraz 3. Eskadra Krążowników kontradmirała Williama Pakenhama z Rosyth. Według planu miały one spotkać się w rejonie Dogger Bank aby przeciąć drogę powracającym do baz niemieckim okrętom.
16 grudnia o godzinie 5.15 rano jeden z brytyjskich niszczycieli, „Lynx”, nawiązał kontakt wzrokowy z płynącym w eskorcie sił głównych Hochseeflotte niszczycielem V 155. Wkrótce dołączyły do niego dwa dalsze niszczyciele: V 158 i V 160 oraz krążownik lekki „Hamburg”. Doprowadziło to w efekcie do starcia sił lekkich, w którym od ognia niemieckich dział ucierpiały poza „Lynxem” także „Ambuscade” i „Hardy”. Ten ostatni zdołał jednak przeprowadzić nieskuteczny atak torpedowy na krążownik „Hamburg”, trafiony również kilkoma pociskami wystrzelonymi przez brytyjskich artylerzystów. W tym samym czasie wiceadmirał Warrender poprowadził swoje sześć pancerników do ataku, będąc przekonany, że ma do czynienia jedynie z lekkimi jednostkami przeciwnika. Na szczęście dla jego eskadry, która nie miała szans w przypadku spotkania z dwudziestoma dwoma pancernikami Hochseeflotte, admirał Ingenohl sądząc, że za śmiało atakującymi niszczycielami stoi cała potęga Grand Fleet, zdecydował się o 5.42 zawrócić swe okręty na kotwicowiska. 
O 7.50 niszczyciele prowadzące rozpoznanie na korzyść eskadry wiceadmirała Warrendera natknęły się na krążownik pancerny „Roon” i jego eskortę, płynące w ariergardzie odpływającej Hochseeflotte. Kwadrans później w kierunku przeciwnika zwróciły się także eskadry admirałów Beatty'ego i Pakenhama. Żaden z nich nie zdawał sobie sprawy, że ścigają całą potęgę niemieckiej floty liniowej. Gdy jednak w kilkadziesiąt minut później admirałowie Warrender, Beatty i Pakenham odebrali depeszę radiowe z krążownika „Patrol”, potwierdzoną następnie przez Admiralicję a informującą o bombardowaniu Hartlepool, zdecydowali się przerwać pościg i zawrócić w celu przecięcia drogi admirałowi Hipperowi. 
Kontradmirał Hipper powracał do Niemiec nie wiedząc, że admirał Ingenohl już zawrócił siły główne Hochseeflotte, pozostawiając go tym samym bez osłony. O 11.25 flagowy okręt komodora Goodenougha, krążownik lekki „Southampton”, nawiązał kontakt wzrokowy i rozpoczął walkę z okrętami niemieckimi. Były to lekkie jednostki, którym kontradmirał Hipper rozkazał wcześniej obrać kurs powrotny ze względu na sztormową pogodę i dołączył do nich w drodze powrotnej. Również teraz zły stan morza nie pozwalał na prowadzenie celnego ognia i utrzymywanie dłuższego kontaktu z przeciwnikiem. W tej sytuacji wiceadmirał Beatty rozkazał wycofać dwa z czterech krążowników lekkich w celu prowadzenia dalszego rozpoznawania a pozostałym nakazał podtrzymywanie walki. Rozkaz ten został nieprecyzyjnie wyrażony przez oficera sygnałowego na flagowym „Lionie” i źle zinterpretowany przez komodora Goodenougha, który wycofał z walki wszystkie swoje krążowniki. Ostrzeżony kontradmirał Hipper zmienił kurs na północny i w sztormie ominął próbujące przeciąć mu drogę pancerniki wiceadmirała Warrendera, których obserwatorzy zauważyli co prawda niemieckie okręty, ale nie byli w stanie ich przechwycić. Także okręty podwodne komodora Keyesa nie zdołały wykryć jednostek przeciwnika, z wyjątkiem E11, który wykonał niecelny atak torpedowy na pancernik „Posen” płynący w składzie sił głównych Hochseeflotte. Ostatecznie zarówno niemiecka flota liniowa, jak i zespół kontradmirała Hippera bezpiecznie powróciły do baz.

## Konsekwencje

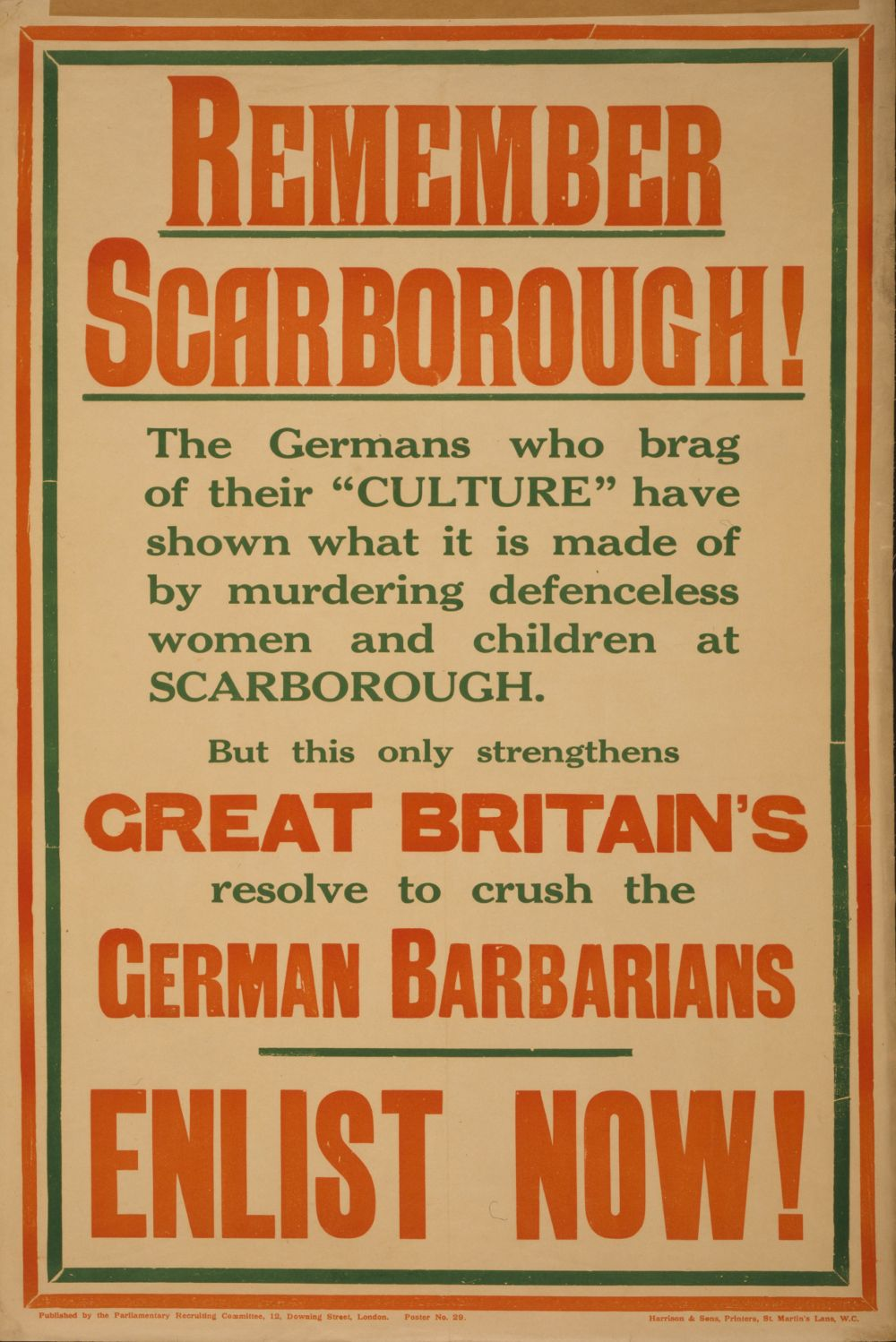
Plakat propagandowy z hasłem „Pamiętajcie Scarborough” (Remember Scarborough)

W wyniku bombardowania zniszczeniu uległy spore części trzech nadmorskich miejscowości, śmierć poniosło około stu dwudziestu osób, w większości cywilnych, rany odniosło niemal sześciuset dalszych. Brytyjska opinia publiczna była zszokowana bombardowaniem własnych miast nadmorskich, szczególnie Scarborough, w którym nie było żadnych instalacji ściśle wojskowych. Niemców nie przedstawiano inaczej, jak „zabójców niemowląt ze Scarborough” (baby killers of Scarborough). Hasło „Pamiętajcie Scarborough” (Remember Scarborough) było wykorzystywane podczas rekrutacji do armii. Niemcy bronili się, wykazując, że w Scarborough znajdowała się stacja nadawcza mogąca służyć do łączności radiowej z okrętami Royal Navy, w Whitby posterunek straży wybrzeża, zaś w Hartlepool garnizon wojskowy i baterie artylerii nadbrzeżnej.
Admiralicja była oskarżana o nieudolność, już 17 grudnia Pierwszy Lord Winston Churchill stawił się w Parlamencie, gdzie odpowiadał na pytania związane ze stanem obrony wybrzeży brytyjskich. Aby łatwiej zapobiec przyszłym niemieckim atakom, 1. Eskadra Krążowników Liniowych wiceadmirała Beatty'ego została przebazowana do Rosyth. Sam David Beatty, oceniając swą akcję, oskarżył Admiralicję o przedstawienie niekompletnych danych dotyczących przeciwnika, zaś komodora Goodenougha obwiniał o zbyt ścisłe trzymanie się litery źle zrozumianych rozkazów.
Kontradmirał Hipper również skrytykował swego przełożonego, admirała von Ingenohla, za zbyt ostrożną taktykę i ucieczkę przed znacznie słabszymi siłami oraz pozostawienie własnych krążowników liniowych bez osłony podczas odwrotu. Dla Niemców była to najlepsza podczas całej wojny, niewykorzystana okazja, by zaatakować i zniszczyć cześć Grand Fleet, wyrównując dzięki temu istniejącą dysproporcję sił. Admirał von Ingenohl zasłaniał się październikowymi rozkazami cesarza, zabraniającymi narażania floty na zbyteczne niebezpieczeństwo, ale jego reputacja pozostała poważnie nadszarpnięta i kolejne niepowodzenie, w bitwie na Dogger Bank w styczniu 1915 roku spowodowało natychmiastową dymisję dowódcy Hochseeflotte.